# Самбірський технікум економіки та інформатики
Самбірський фаховий коледж економіки та інформаційних технологій — вищий навчальний заклад I—II рівнів акредитації у місті Самбір Львівської області.

## Історія
Заснований 2 вересня 1945 року під назвою Самбірський статистичний технікум.
У 1968 році технікум перейменовано в Технікум механізації обліку і передано в підпорядкування ЦСУ УРСР.
В листопаді 1990 року технікум підпорядковано Міністерству освіти України і перейменовано в Технікум інформатики і обчислювальної техніки.
У 2000 р. технікум отримав назву Самбірський технікум економіки та інформатики (СТЕТІ).
У 2012 році технікум став одним з переможців проекту «Флагман освіти і науки України 2012.
У 2020 році технікум було перейменовано на Самбірський фаховий коледж економіки та інформаційних технологій.

## Опис діяльності
Технікум здійснює підготовку фахівців для підприємств, організацій, установ всіх областей України. Для успішної навчально-педагогічної діяльності в технікумі створено сучасну матеріальну базу. 32 кабінети і лабораторії обладнанні на належному рівні. Одним із основних структурних підрозділів є навчальний обчислювальний центр, який включає 5 комп'ютерних класів, обладнаних сучасною обчислювальною та організаційною технікою. Для студентів створені сприятливі умови для навчання, побуту і відпочинку: діє спортзал, легкоатлетичний манеж, зал для настільного тенісу, стрілецький тир. Усі охочі забезпечуються гуртожитком, в якому є житлові кімнати, кімнати для відпочинку, молодіжний клуб «Планета». При гуртожитку працюють медпункт, бібліотека з читальним залом. Студенти харчуються в їдальні на 120 місць. У коледжі діє студія "Business space",яка співпрацює з Корпусом Миру США.
При ньому діють філія економічного факультету Львівського національного університету ім. Івана Франка та Самбірський факультет прикладного програмного забезпечення Тернопільського національного економічного університету.

Містить наступні спеціальності:
- 051 Економіка
- 121 Інженерія програмного забезпечення
- 076 Підприємництво, торгівля та біржова діяльність
- 242 Туризм

## Випускники
- Попіль Іван Ігорович (1994—2015) — молодший сержант Міністерства внутрішніх справ України, учасник російсько-української війни.
- Сакаль Іван Володимирович (1994—2019) — старший сержант Збройних сил України, учасник російсько-української війни.
- Борута Василь Михайлович (1971 — 2015) — старший сержант Збройних сил України, учасник російсько-української війни.